# Stadtwerke Leoben Verkehrsbetriebe
Die Stadtwerke Leoben Verkehrsbetriebe ist ein Stadtbusunternehmen aus Leoben. Insgesamt 7 Linien werden in Leoben betrieben. Das Unternehmen gehört zu den Stadtwerken Leoben. Der Verkehrsbetrieb gehört zum Steirischen Verkehrsverbund.

## Linien
Die Stadtwerke Leoben betreiben 6 Buslinien, inklusive eines Rufbuses. Die Linien sind von 1–10 nummeriert, wovon allerdings die Linien 5, 8 und 9 fehlen.
Die Linien 6 (Göss – Donawitz) und 10 (Göss – Schladnitzgraben) wurden Anfang 2025 eingestellt.
| Linie | Linienverlauf                                                      |
| ----- | ------------------------------------------------------------------ |
| 1     | Leoben Zentrum – Hauptbahnhof – Donawitz                           |
| 2     | Leoben Zentrum – Hauptbahnhof – Göss                               |
| 3     | Leoben Zentrum – Lerchenfeld                                       |
| 4     | Leoben Zentrum – Hinterberg – Göss – Hauptbahnhof – Leoben Zentrum |
| 7     | Lerchenfeld – Donawitz                                             |

## Fuhrpark

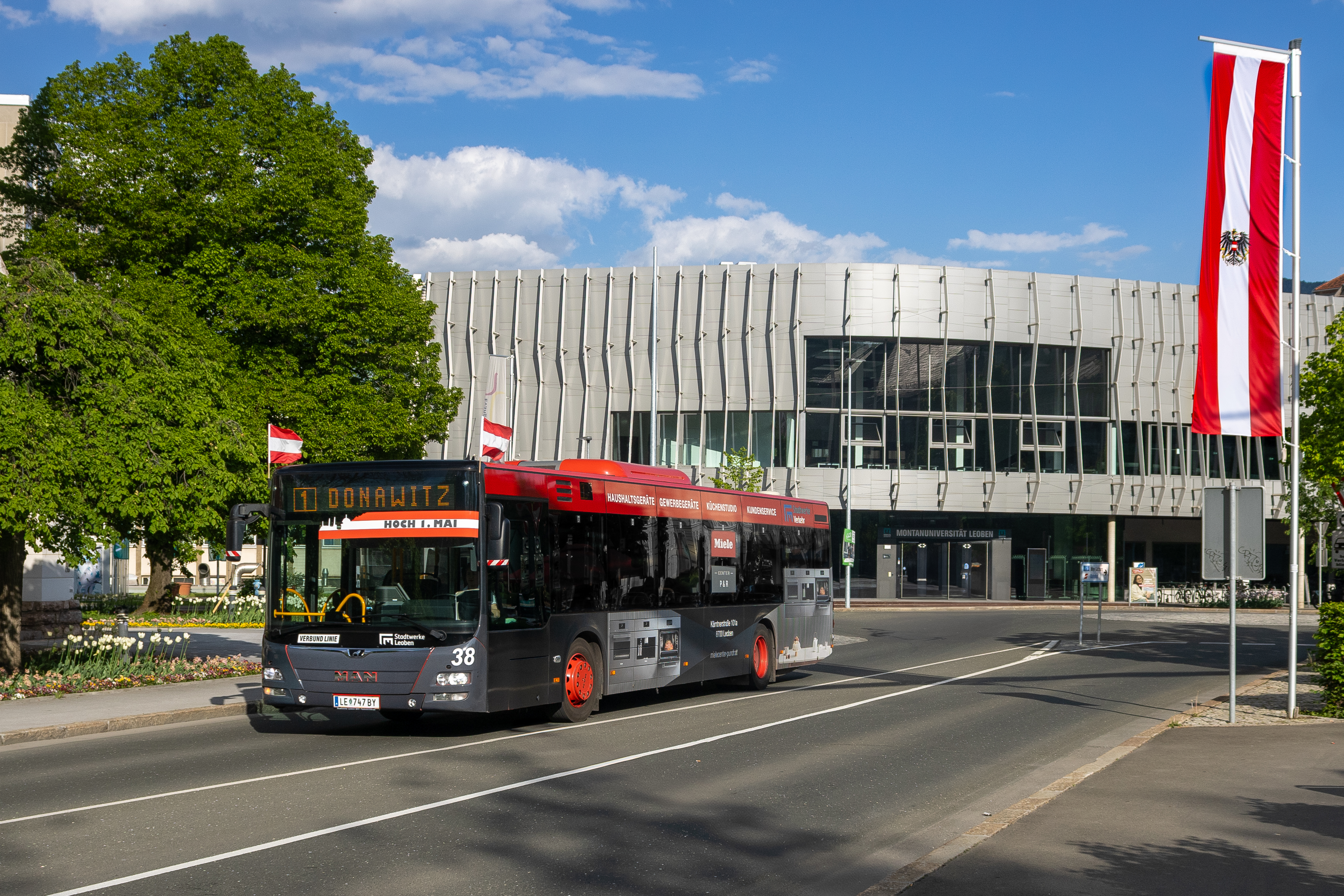
Traditionell werden am Ersten Mai (Tag der Arbeit) die Busse geschmückt.

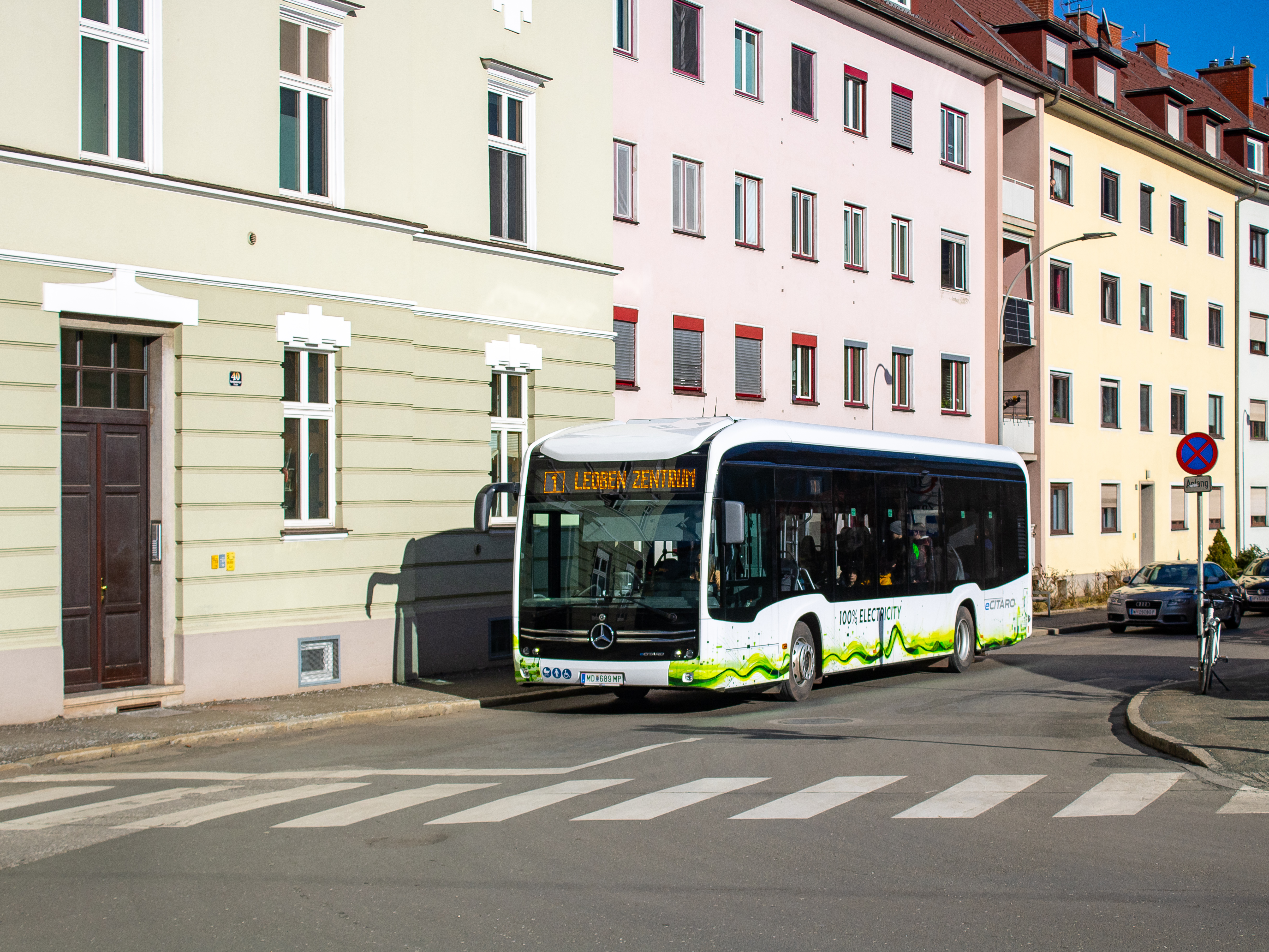
eCitaro im Testeinsatz

2022 haben die Stadtwerke Leoben ihren öffentlichen Fuhrpark um einen neuen MAN Lion’s City Hybrid-Bus erweitert, um die Mobilität in der Stadt nachhaltiger und umweltfreundlicher zu gestalten. Die Investitionskosten für den Bus beliefen sich auf etwa 247.000 Euro.
Im Rahmen des Förderprogramms EBIN planen die Stadtwerke Leoben bis zum Jahr 2025 die Anschaffung von drei Elektrobussen für den Einsatz im Linienverkehr. Dieser Schritt ist Teil einer größeren Initiative, bei der ein Teil der aktuellen Busflotte auf umweltfreundliche Antriebsarten umgestellt wird, um Emissionen zu reduzieren.
| Fahrzeug                           | Stückzahl | Anmerkung                      | Foto |
| ---------------------------------- | --------- | ------------------------------ | ---- |
| MAN A21 Lion’s City NL283          | ca. 10    |                                |      |
| MAN A21 Lion’s City NL280          | 1         |                                |      |
| Mercedes-Benz Citaro C2            | 1         |                                |      |
| Mercedes-Benz Citaro C2 EEV        | 1         | ehemaliger Bus der Graz Linien |      |
| MAN 12C Lion’s City NL280 Hybrid   | 1         | Elektrohybridbus               |      |
| Mercedes-Benz O530 Citaro Facelift | 1         |                                |      |